# Modus tollens
Modus tollens er en gyldig syllogisme (argumentationsform):

I naturligt sprog:
Hvis P, så Q
Q er falsk
Ergo, P er falsk

I formel logik (sætningslogik):
{\displaystyle p\rightarrow q},
¬ {\displaystyle q\quad }
{\displaystyle \vdash } ¬ {\displaystyle p.\quad }
("p medfører/så q, ikke-q, ergo ikke-p")

I mængdelære:
{\displaystyle P\subseteq Q}
{\displaystyle x\not \in Q}
∴{\displaystyle x\not \in P}
("P er en delmængde af Q. x er ikke i Q. Derfor, er x ikke i P.")